# كريستين ويلر
كريستين ويلر (بالإنجليزية: Christine Wheeler)‏ هي قاضية أسترالية، ولدت في 16 يناير 1954 في سيدني في أستراليا.